# Старк, Сергей Борисович
Сергей Борисович Старк (30 апреля 1908 г. — 1987 г.) — советский учёный-металлург, теплотехник, основатель отечественной школы инженерной защиты окружающей среды в металлургии. Профессор кафедры теории и автоматизации печей Московского института стали.

## Биография
Сергей Борисович Старк родился 30 апреля 1908 г. Отец — Борис Викторович Старк. В 1930 году окончил МВТУ им. Баумана, получив специальность инженера-теплотехника. Затем около 10 лет работал в энергетической отрасли, служил в Красной Армии. В 1941 году ушел на фронт, был ранен, награжден двумя орденами и 9 медалями.
После окончания Великой Отечественной войны в 1945 году Старк был принят на работу в Московский институт стали на кафедру теплотехники и гидравлики, где проработал 42 года, оставив заметный след в металлургической теплотехнике. В 1950 году защитил кандидатскую диссертацию и стал доцентом. В 1962 году кафедра теплотехники вошла в состав кафедры «Теория и автоматизация печей», и именно на этой кафедре Старк стал ведущим теплоэнергетиком в металлургическом вузовском образовании. В 1968 году ему было присвоено звание профессора.
Умер в 1987 году. Похоронен на Ваганьковском кладбище.

## Научная и образовательная деятельность
Вместе со своим учителем, профессором В. Косточкиным, С. Б. Старк разрабатывал способы использования вторичных энергоресурсов в металлургии. В начале 1960-х годов проблемы энергоснабжения и экологии в металлургии входят в число наиболее важных, возникла потребность в специалистах, готовых решать эти задачи. По предложению профессора М. Глинкова и при методическом обосновании Старка в МИСиС впервые в стране была открыта специализация «Физические методы очистки промышленных газов» и открыт прием студентов на первый курс по данной специализации.
Старк был автором учебных планов и программ основных спецкурсов. Под руководством Старка были развернуты новые направления научных исследований, созданы оригинальные учебные и научные лаборатории, началась подготовка аспирантов по новой специальности, затем более 20 аспирантов и соискателей подготовили и защитили кандидатские диссертации. Позднее ученики Старка стали самостоятельно вести научные направления и подготовку аспирантов. Так была создана научно-техническая школа промышленных экологов профессора Старка.
В 1950 году Старк написал свой первый учебник — «Основы гидравлики». В 1966, 1971 и 1974 годах были изданы учебники С. Б Старка по теплоэнергетическому оборудованию металлургических заводов и двухтомник «Металлургическая теплотехника» (в соавторстве). Учебники «Пылеулавливание и очистка газов в металлургии» (1977 г.) и посмертно изданный в 1990 году «Газоочистные аппараты и установки в металлургическом производстве» и сегодня являются настольными книгами не только для студентов, но и для специалистов.
С. Б. Старк был начальником учебного отдела МИСиС, деканом факультета, заместителем председателя методического совета, членом совета по теплотехнике Минвуза СССР, занимал и другие должности.